# Elefantenhaut (Papier)
Elefantenhaut ist ein geschützter Markenname der Firma Reflex GmbH & Co. KG. Dieses Papier besitzt eine sehr dichte und robuste Struktur, von der sich der Name Elefantenhaut herleitet. Das Papier hat ein marmoriertes Muster. Elefantenhaut ist in verschiedenen Farben erhältlich. Es ist sowohl für Laserdrucker als auch Kopierer geeignet. Das Papier hat eine Imprägnierung und ist dadurch kratz- und scheuerfest.
Dieses Papier wird unter anderem für Urkunden, Menükarten, Einladungen, Glückwunschkarten, Visitenkarten, Faksimile-Ausgaben und Bucheinbände verwendet.